# Fernando Maldonado Hernández
Fernando Alfredo Maldonado Hernández (nacido el 8 de enero de 1966 en  México) fue diputado federal por el Distrito 18 en la LXII Legislatura, la cual finalizó en septiembre de 2015

## Reseña biográfica

### Comienzos
Estudió Derecho  en la Universidad Anáhuac. 

### Servicio Público
Fue director de Servicios al Autotransporte en el Estado de México.
De 1997 a 2000 fungió como Director Jurídico y Jefe de departamento de lo contencioso en la Asamblea Legislativa del Distrito Federal. En 2002 se desempeñó como Secretario de Transporte del Estado de México. De 2009 a 2011 fue Secretario del Trabajo del Estado de México. De 2011 a 2012 trabajó como  director general del Instituto de Seguridad Social del Estado de México y Municipios (ISSEMyM)

### Iniciativa Privada Y Asociaciones a las que pertenece
De 1992 a 1997 fue director de la Dirección de Acción Social y Desarrollo Comunitario, Universidad Anáhuac. De 1994 a 1997 fue Subdirector Ejecutivo Fundación Social Anáhuac IAP en su alma mater. De 1997 a 1999 se desempeñó como Director en la 	Dirección de Promoción de Desarrollo, Centro Nacional de Extensiones, Universidad Anáhuac.
Es Socio Fundador de Enlace para una Nueva Sociedad. En 1997 fue el presidente de la Sociedad de Alumnos de la Escuela de Derecho, Universidad Anáhuac.

### Vida política
En 2012 fue elegido diputado por mayoría relativa para la LXII Legislatura Federal por el Distrito 18 Estado de México con cabecera en Huixquilucan de Degollado.
Pertenece a las comisiones de Infraestructura, Relaciones Exteriores, Transporte y de Cuenca Lerma-Chapala Santiago.
Actualmente tiene licencia para separarse del cargo, ya que es candidato para ocupar el puesto de presidente municipal de Huixquilucan.
En 2015 fue candidato a la presidencia municipal de Huixquilucan pero perdió contra el contendiente del PAN, siendo el primer priista en 12 años en no ganar.